# 青木宏憲
青木 宏憲（あおき ひろのり、1972年4月6日 - ）は日本の実業家。株式会社クスリのアオキ代表取締役社長。

## 人物
石川県出身、東京理科大学薬学部卒業。2014年5月から株式会社クスリのアオキ代表取締役社長。

## 略歴
- 1991年3月 - 石川県立金沢泉丘高等学校卒業
- 1995年3月 - 東京理科大学薬学部卒業
- 1996年4月 - 大塚製薬入社
- 2003年2月 - クスリのアオキ入社
- 2006年
  - 4月 - 同社管理部長
  - 7月 - 同社執行役員管理部長
- 2007年5月 - 同社執行役員人事教育部長
- 2008年11月 - 同社執行役員調剤事業本部長
- 2010年
  - 5月 - 同社執行役員営業本部長 兼 営業推進室長
  - 6月 - 青木二階堂代表取締役社長
  - 8月 - 同社代表取締役専務 兼 営業本部長 兼 営業推進室長
- 2012年5月 - 同社代表取締役 兼 専務執行役員営業本部長
- 2014年5月 - 同社代表取締役社長 兼 社長執行役員